# Volkswagen Polo R WRC
La Volkswagen Polo R WRC è una vettura da rally costruita dalla Volkswagen Motorsport per prendere parte al campionato mondiale rally 2013, 2014, 2015 e 2016.

## Presentazione
Le antenate della nuova Polo R erano la Golf GTI che dal 1983 al 1988 fu impiegata per correre nelle competizioni rallistiche di tutto il mondo, la terza e quarta serie sempre della Golf come Kit Car usata dalla casa tedesca in ambito nazionale dal 1993 al 1997 e per ultime le varie Polo S1600 e S2000.
Proprio dalla Polo S2000 la nuova Polo R eredita molte caratteristiche con l'eccezione del cambio del motore da 2000 cc a 1600 cc.

## Storia
Costruita dal reparto Volkswagen Motorsport sulla base della vettura stradale Volkswagen Polo, questa vettura è stata costruita per prendere parte al campionato mondiale rally con il compito di contrastare il dominio Citroën.
Dopo la conferma ufficiale che avrebbe preso parte al campionato 2013 il team della Volkswagen ha subito messo sotto contratto l'ex pilota Ford Jari-Matti Latvala affiancandolo al primo pilota Sébastien Ogier e Andreas Mikkelsen che grazie ai trascorsi con il gruppo Volkswagen e in particolare con la Škoda, ha ottenuto una promozione nel 2013 per prendere parte al campionato mondiale rally.
Nell'autunno del 2016 la casa tedesca dichiara che non prenderà parte alla stagione 2017 del WRC, chiudendo la carriera della Polo R con 4 titoli mondiali costruttori e piloti consecutivi ottenuti in 4 anni di attività dal 2013 al 2016.

## Sviluppo 2011-2012
Lo sviluppo della Polo R è stato curato dalla leggenda ed ex campione mondiale rally Carlos Sainz e il primo attuale pilota Sébastien Ogier, che proprio nel 2011 dopo il terzo posto assoluto nel WRC, prese una stagione di stop per sviluppare la vettura aspettando il rientro nel 2013.
Molti dei vari test della Polo furono sviluppati in Messico, Norvegia, Germania e Spagna riuscendo così a simulare ogni tipo di condizione atmosferica.
I progetti iniziali della casa tedesca erano quelli di farla debuttare nel Rally di Sardegna ma a favore di nuovi test tale idea fu abbandonata a favore di ritardare il debutto fino alla stagione 2013, nella quale avrebbe preso parte integralmente a tutti gli eventi.
Contemporaneamente la casa tedesca ha deciso di immettere due Škoda Fabia S2000 nel mondiale con una terza per il Rally di Germania in maniera di poter garantire al team un'esperienza nel mondiale WRC con l'intento di essere subito competitivi al via della stagione 2013

## 2013

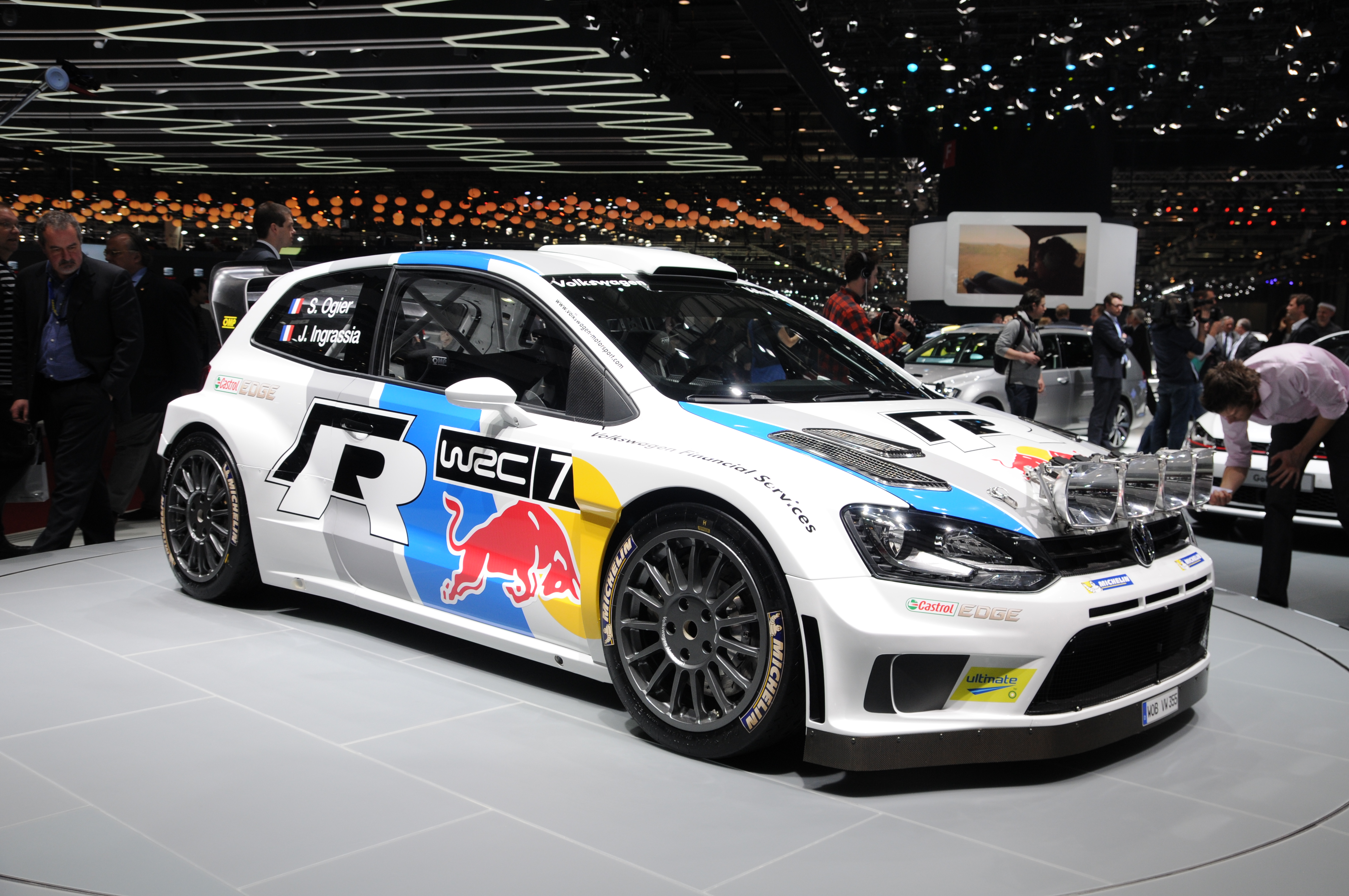
La Polo R WRC 2013 al Salone di Ginevra

Il debutto della Polo R è stato nel Rally di Monte Carlo schierando al via il duo Sébastien Ogier e Jari-Matti Latvala con il primo che ha concluso secondo assoluto mentre Latvala ha concluso con un ritiro. Nella seconda tappa mondiale corsa in Svezia è arrivato il primo successo della casa tedesca con la vittoria del pilota francese Sébastien Ogier mentre Jari-Matti Latvala è giunto al ridosso del podio piazzandosi quarto assoluto. Sébastien Ogier domina anche il successivo Rally del Messico, ancora problemi per il compagno Latvala che conclude il rally in sedicesima posizione. Stesso epilogo nel Rally del Portogallo, dove Ogier conquista nuovamente la prima posizione e Jari-Matti Latvala sale sul gradino più basso del podio, portando la Volkswagen Motorsport in testa alla classifica costruttori.

## Galleria d'immagini

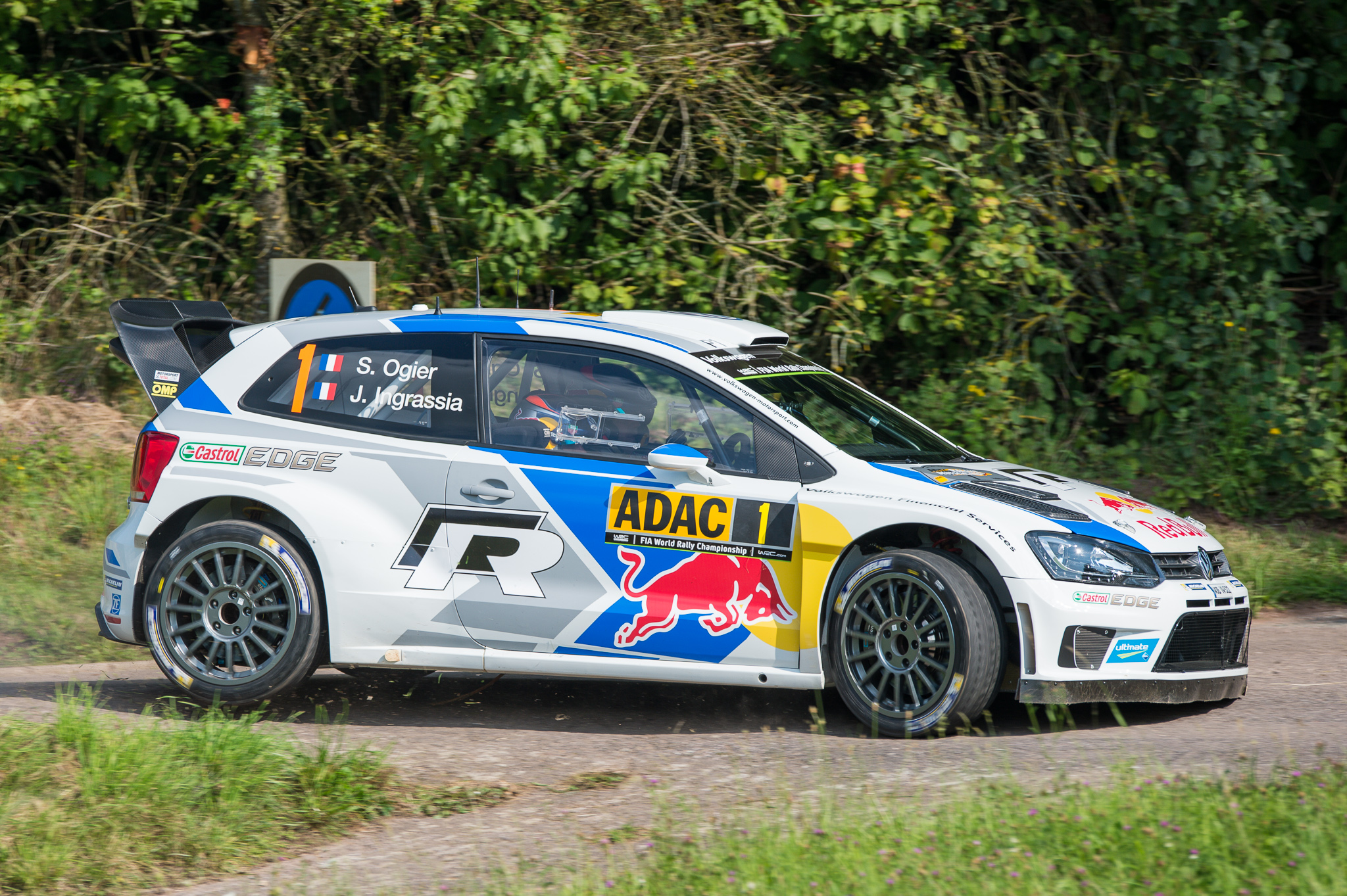
La Polo R WRC 2014 al Rally di Germania
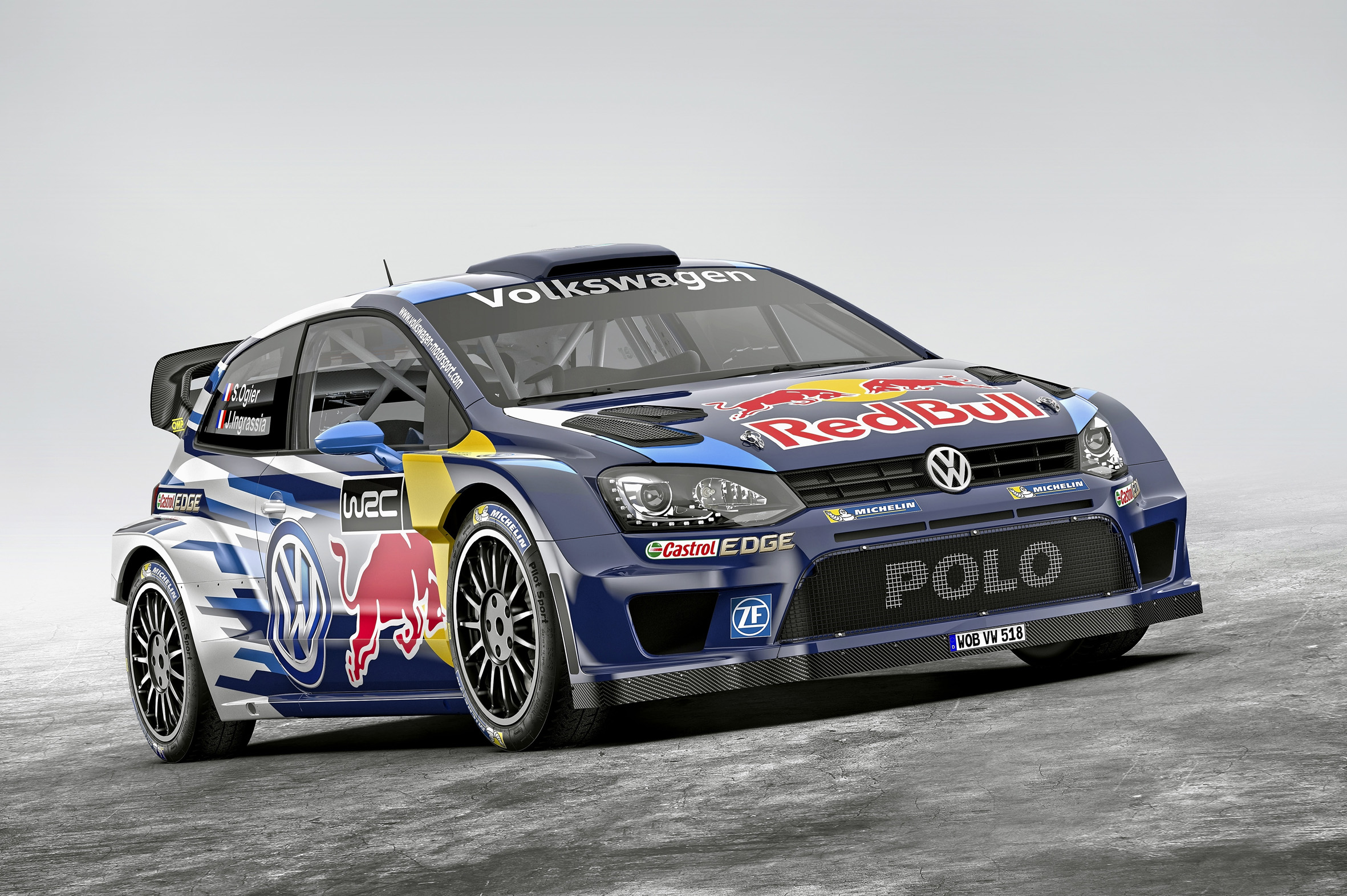
La Polo R WRC 2015
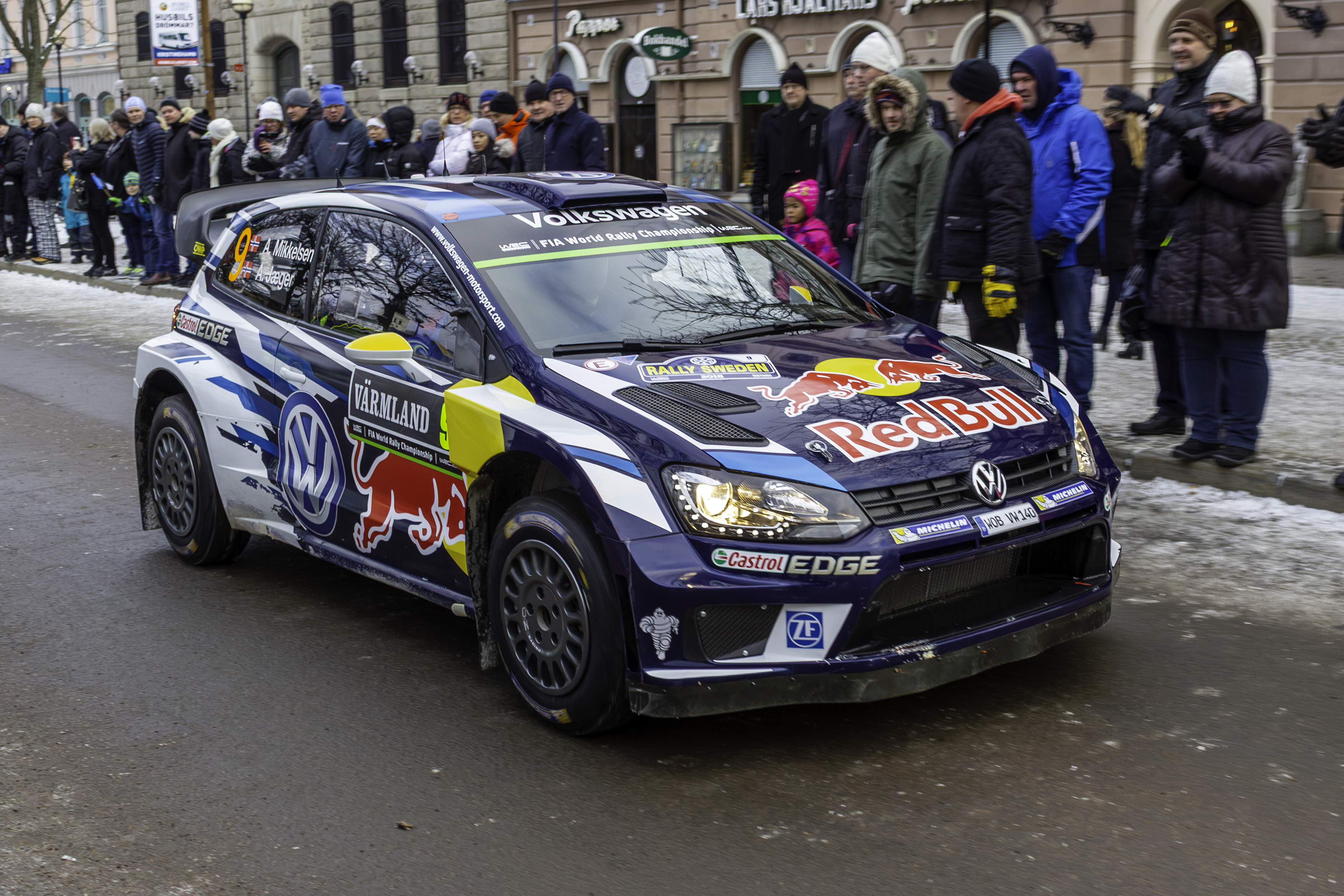
La Polo R WRC 2016 al Rally di Svezia

## Palmarès

### Campionato del mondo rally
- - 4 Campionati del mondo marche (2013, 2014, 2015, 2016)
- - 4 Campionati del mondo piloti con Sébastien Ogier (2013, 2014, 2015, 2016)

### Vittorie nel WRC
| #  | Anno | Rally                                      | Superficie       | Pilota             | Co-pilota        |
| -- | ---- | ------------------------------------------ | ---------------- | ------------------ | ---------------- |
| 1  | 2013 | 61º Rally di Svezia                        | Neve             | Sébastien Ogier    | Julien Ingrassia |
| 2  | 2013 | 27º Rally del Messico                      | Sterrato         | Sébastien Ogier    | Julien Ingrassia |
| 3  | 2013 | 47º Rally del Portogallo                   | Sterrato         | Sébastien Ogier    | Julien Ingrassia |
| 4  | 2013 | 59º Rally dell'Acropoli                    | Sterrato         | Jari-Matti Latvala | Miikka Anttila   |
| 5  | 2013 | 10º Rally d'Italia-Sardegna                | Sterrato         | Sébastien Ogier    | Julien Ingrassia |
| 6  | 2013 | 53º Rally di Finlandia                     | Sterrato         | Sébastien Ogier    | Julien Ingrassia |
| 7  | 2013 | 22º Rally d'Australia                      | Sterrato         | Sébastien Ogier    | Julien Ingrassia |
| 8  | 2013 | 4º Rally d'Alsazia                         | Asfalto          | Sébastien Ogier    | Julien Ingrassia |
| 9  | 2013 | 26º Rally di Spagna-Catalogna              | Asfalto/Sterrato | Sébastien Ogier    | Julien Ingrassia |
| 10 | 2013 | 69º Rally di Gran Bretagna                 | Sterrato         | Sébastien Ogier    | Julien Ingrassia |
| 11 | 2014 | 82° Rally di Monte Carlo                   | Neve/asfalto     | Sébastien Ogier    | Julien Ingrassia |
| 12 | 2014 | 62º Rally di Svezia                        | Neve             | Jari-Matti Latvala | Miikka Anttila   |
| 13 | 2014 | 28º Rally del Messico                      | Sterrato         | Sébastien Ogier    | Julien Ingrassia |
| 14 | 2014 | 48º Rally del Portogallo                   | Sterrato         | Sébastien Ogier    | Julien Ingrassia |
| 15 | 2014 | 34° Rally d'Argentina                      | Sterrato         | Jari-Matti Latvala | Miikka Anttila   |
| 16 | 2014 | 11º Rally d'Italia-Sardegna                | Sterrato         | Sébastien Ogier    | Julien Ingrassia |
| 17 | 2014 | 71° Rally di Polonia                       | Sterrato         | Sébastien Ogier    | Julien Ingrassia |
| 18 | 2014 | 53º Rally di Finlandia                     | Sterrato         | Jari-Matti Latvala | Miikka Anttila   |
| 19 | 2014 | 23º Rally d'Australia                      | Sterrato         | Sébastien Ogier    | Julien Ingrassia |
| 20 | 2014 | 57º Tour de Corse                          | Asfalto          | Jari-Matti Latvala | Miikka Anttila   |
| 21 | 2014 | 27º Rally di Spagna-Catalogna              | Asfalto/Sterrato | Sébastien Ogier    | Julien Ingrassia |
| 22 | 2014 | 70º Rally di Gran Bretagna                 | Sterrato         | Sébastien Ogier    | Julien Ingrassia |
| 23 | 2015 | 83° Rally di Monte Carlo                   | Neve/asfalto     | Sébastien Ogier    | Julien Ingrassia |
| 24 | 2015 | 63º Rally di Svezia                        | Neve             | Sébastien Ogier    | Julien Ingrassia |
| 25 | 2015 | 29º Rally del Messico                      | Sterrato         | Sébastien Ogier    | Julien Ingrassia |
| 26 | 2015 | 49º Rally del Portogallo                   | Sterrato         | Jari-Matti Latvala | Miikka Anttila   |
| 27 | 2015 | 12º Rally d'Italia-Sardegna                | Sterrato         | Sébastien Ogier    | Julien Ingrassia |
| 28 | 2015 | 72° Rally di Polonia                       | Sterrato         | Sébastien Ogier    | Julien Ingrassia |
| 29 | 2015 | 54º Rally di Finlandia                     | Sterrato         | Jari-Matti Latvala | Miikka Anttila   |
| 30 | 2015 | 33º Rally di Germania                      | Asfalto          | Sébastien Ogier    | Julien Ingrassia |
| 31 | 2015 | 24º Rally d'Australia                      | Sterrato         | Sébastien Ogier    | Julien Ingrassia |
| 32 | 2015 | 58º Tour de Corse                          | Asfalto          | Jari-Matti Latvala | Miikka Anttila   |
| 33 | 2015 | 28º Rally di Spagna-Catalogna              | Asfalto/Sterrato | Andreas Mikkelsen  | Ola Fløene       |
| 34 | 2015 | 71º Rally di Gran Bretagna                 | Sterrato         | Sébastien Ogier    | Julien Ingrassia |
| 35 | 2016 | 84éme Rallye Automobile Monte-Carlo        | Neve/Asfalto     | Sébastien Ogier    | Julien Ingrassia |
| 36 | 2016 | 64° Rally Sweden                           | Neve             | Sébastien Ogier    | Julien Ingrassia |
| 36 | 2016 | 13° Rally Guanajuato Mexico                | Sterrato         | Jari-Matti Latvala | Miikka Anttila   |
| 37 | 2016 | 73° PZM Rajd Polski - Rally Poland         | Sterrato         | Andreas Mikkelsen  | Anders Jæger     |
| 38 | 2016 | 34° ADAC Rallye Deutschland                | Asfalto          | Sébastien Ogier    | Julien Ingrassia |
| 39 | 2016 | 59° Che Guevara Energy Drink Tour de Corse | Asfalto          | Sébastien Ogier    | Julien Ingrassia |
| 40 | 2016 | 52° RallyRACC Catalunya - Costa Daurada    | Asfalto/Sterrato | Sébastien Ogier    | Julien Ingrassia |
| 41 | 2016 | 72° Dayinsure Wales Rally GB               | Sterrato         | Sébastien Ogier    | Julien Ingrassia |
| 42 | 2016 | 25° Kennards Hire Rally Australia          | Sterrato         | Andreas Mikkelsen  | Anders Jæger     |